# 영국 내각
영국 내각(영어: Cabinet of the United Kingdom)은 영국 정부를 이루는 최고행정기관으로, 영국의 총리(Prime Minister)을 비롯한 장관대신(Ministers of the Crown)들로 구성된다.
내각은 공식적으로 추밀원의 일부로서 추밀원에 소속된 4명의 중대국무공직 중 하나인 총리가 영국의 군주의 요청에 의해 내각을 구성하여 이끄는 것으로 되어있다. 현재 내각은 키어 스타머 총리로 하는 스타머 내각이다.

## 역사
영국은 민주주의가 유럽에서 처음으로 등장한 국가이며, 이는 의회의 설립과 함께 궤를 같이한다. 1215년 마그나 카르타에 영국 국왕 존이 서명하면서 의회가 발족하였으며, 군주는 귀족과 성직자로 구성된 대표 회의에 과세동의권을 부여하게 되었다. 이후 1332년 귀족원(The House of Lords)과 서민원(The House of Commons)으로 분리 되어 양원제의 기틀이 법적으로 마련되었다. 1689년에는 권리장전 선포 이후 의원내각제 하 의회가 국가의 중심적 정치기구로 발전하게 되었으며, 오늘날의 입헌군주제 형식의 정치 제도가 자리잡게 되었다.

## 현 내각의 구성
| 스타머 내각                 |                                                            |                                              |                              |                |
| 장관                        | 장관                                                       | 직책                                         | 부처                         | 임기           |
| 내각 장관                   |                                                            |                                              |                              |                |
|                             | The Rt Hon 키어 스타머 경 홀번 세인트판크라스 하원의원     | 총리 제1대장경 국가공무원장관 연합의 총리    | 내각실                       | 2024년 7월 5일 |
|                             | The Rt Hon 안젤라 레이너 애시턴언더라인 하원의원           | 제2대장경 지위향상·지역사회·지방정부부 장관  | 지위향상·지역사회·지방정부부 | 2024년 7월 5일 |
|                             | The Rt Hon 팻 맥파던 울버햄턴사우스이스트 하원의원         | 랭커스터 공국상                              | 내각실                       | 2024년 7월 5일 |
|                             | The Rt Hon 레이첼 리브스 리즈웨스트 펏지 하원의원          | 재무장관 제2대장경                           | 재무부                       | 2024년 7월 5일 |
|                             | The Rt Hon 데이비드 래미 토트넘 하원의원                   | 외무장관                                     | 외무영연방부                 | 2024년 7월 5일 |
|                             | The Rt Hon 이벳 쿠퍼 폰트프랙트 캐슬퍼드 노팅글리 하원의원 | 내무부 장관                                  | 내무부                       | 2024년 7월 5일 |
|                             | 웨스 스트리팅 일퍼드노스 하원의원                          | 보건사회복지부 장관                          | 보건사회복지부               | 2024년 7월 5일 |
|                             | The Rt Hon 존 힐리 로마쉬 코니스보로 하원의원              | 국방부장관                                   | 국방부                       | 2024년 7월 5일 |
|                             | 스티브 리드 스트레텀 크로이던노스 하원의원                 | 환경식품농림부 장관                          | 환경식품농림부               | 2024년 7월 5일 |
|                             | 브리짓 필립슨 호턴 선덜랜드사우스 하원의원                 | 교육부 장관                                  | 교육부                       | 2024년 7월 5일 |
|                             | 피터 카일 호브 포츠슬레이드 하원의원                       | 과학혁신기술부 장관                          | 과학혁신기술부               | 2024년 7월 5일 |
|                             | 샤바나 마무드 버밍엄레이디우드 하원의원                    | 법무장관 대법관                              | 법무부                       | 2024년 7월 5일 |
|                             | 조나단 레이놀즈 스테일리브리지 하이드 하원의원             | 산업무역부 장관 무역위원회 위원장            | 산업무역부                   | 2024년 7월 5일 |
|                             | 리즈 켄달 레스터웨스트 하원의원                            | 노동연금부 장관                              | 노동연금부                   | 2024년 7월 5일 |
|                             | 루이즈 헤이 셰필드힐리 하원의원                            | 교통부 장관                                  | 교통부                       | 2024년 7월 5일 |
|                             | The Rt Hon 에드 밀밴드 동커스터노스 하원의원               | 에너지안보·넷제로부 장관                     | 에너지안보·넷제로부          | 2024년 7월 5일 |
|                             | 리사 낸디 위건 하원의원                                    | 디지털·문화·미디어·스포츠부 장관             | 디지털·문화·미디어·스포츠부  | 2024년 7월 5일 |
|                             | 조 스티븐스 카디프이스트 하원의원                          | 웨일스부 장관                                | 웨일스부                     | 2024년 7월 5일 |
|                             | 이안 머레이 에딘버러 사우스 하원의원                       | 스코틀랜드부 장관                            | 스코틀랜드부                 | 2024년 7월 5일 |
|                             | The Rt Hon 힐러리 벤 리즈사우스 하원의원                   | 북아일랜드부 장관                            | 북아일랜드부                 | 2024년 7월 5일 |
|                             | 루시 파웰 멘체스터센트럴 하원의원                          | 하원의장 의회 의장                           | 하원의원실                   | 2024년 7월 5일 |
|                             | The Rt Hon 스미스 오브 바실던 남작부 종신귀족              | 상원의장 옥새상서                            | 상원의원실                   | 2024년 7월 5일 |
| 내각에 참석하는 그외 장관들 |                                                            |                                              |                              |                |
|                             | 리차드 허머 종신귀족 예정                                  | 잉글랜드·웨일즈 법무관 북아일랜드 법률고문관 | 법무관실                     | 2024년 7월 5일 |
|                             | The Rt Hon 앨런 캠벨 타인머스 하원의원                     | 내각 원내 총무 재무부 의회수석차관           | 재무부                       | 2024년 7월 5일 |
|                             | 데런 존스 브리스톨 노스웨스트 하원의원                     | 재무부 수석차관                              | 재무부                       | 2024년 7월 5일 |
|                             | 에넬리즈 도즈 옥스퍼드이스트 하원의원                      | 개발부 장관                                  | 외무·영연방부                | 2024년 7월 6일 |

## 같이 보기
- 영국의 총리
- 영국 정부